# Bitis schneideri
Espèce
Synonymes
- Vipera schneideri Boettger, 1886
- Bitis caudalis paucisquamata Mertens, 1954
- Bitis paucisquamata Mertens, 1954

Statut de conservation UICN

 LC  : Préoccupation mineure
Bitis schneideri est une espèce de serpents de la famille des Viperidae.

## Répartition
Cette espèce se rencontre en Afrique du Sud et dans le sud-ouest de la Namibie.

## Description
Ce serpent atteint environ 18 à 25 cm, avec un maximum de 28 cm référencé.
C'est la plus petite espèce du genre Bitis et la plus petite vipère connue.

## Étymologie
Cette espèce est nommée en l'honneur d'Oskar Schneider (1841–1903).

## Publication originale
- Boettger, 1886 : Beitrag zur Herpetologie und Malakozoologie Südwest-Afrikas. Bericht über die Senckenbergische Naturforschende Gesellschaft in Frankfurt am Main, vol. 1886, p. 3-29 (texte intégral).